# Anders Morgenthaler
Anders Morgenthaler (født 5. december 1972) er en dansk tegner, forfatter, filminstruktør og tidligere tv-vært. Anders Morgenthaler er gift med filminstruktøren Phie Ambo (Anne-Sophie Ambo Nielsen).
Anders Morgenthaler er uddannet fra Designskolen Kolding og Filmskolen i København. Han har lagt stemme til DR's børne-tv-serie KatjaKaj og BenteBent og har instrueret adskillige musikvideoer blandt andet for Kashmir og Superheroes. I 2006 fik han spillefilmsdebut som instruktør på filmen Princess. Samme år fik han Nordisk Film Prisen.
Mest kendt er Morgenthaler dog blevet efter hans internet-tegneserie Wulffmorgenthaler, skabt i samarbejde med Mikael Wulff, er blevet til et tv-show under samme navn. Morgenthaler medvirkede i showet som en karikatur på børne-tv-tegnere.
Anders Morgenthaler har skrevet og tegnet to børnebilledbøger, i en serie der hedder Morgenthalers Dyrefabler.
I september 2006 stiftede han sammen med Sarita Christensen mediehuset Copenhagen/Bombay.
Han lavede animationsfilmen Æblet & ormen i 2009.